# Distrito de Chanchamayo
El distrito de Chanchamayo es uno de los seis que conforman la provincia homónima, ubicada en el departamento de Junín en el centro del Perú. Su capital es la ciudad de La Merced. 
Dentro de la división eclesiástica de la Iglesia Católica del Perú, pertenece al Vicariato apostólico de San Ramón

## Etimología
La palabra Chanchamayo viene del idioma Quechua, Chanchacc que quiere decir brinco o salto y mayo o mayu significa río, (río torrentoso).

## Historia
Su creación política se dio en virtud del Decreto Ley N.º 21941, el 24 de septiembre de 1977, en el gobierno del Presidente Francisco Morales Bermúdez.

## Geografía
Abarca una superficie de 919,72 km².

### Ubicación
- Desde Lima se encuentra aproximadamente a 320 kilómetros y a una distancia de 8 horas.
- Desde Tarma cubre una distancia de 80 kilómetros y 2 horas de recorrido.
- Desde San Ramón unos 12 kilómetros y 10 minutos de recorrido.

## Autoridades

### Municipales
| Alcaldes de Chanchamayo | Alcaldes de Chanchamayo | Alcaldes de Chanchamayo |
| Periodo                 | Alcalde/sa              | Regidores |
| ----------------------- | ----------------------- | --- |
| 2023-2026               | Hermenegildo Navarro    | 1. Andrés Nieto 2. Lily Valverde 3. Teodoro Villa 4. Ana Rivera 5. Carlos Matías 6. Evelyn Quispe 7. Alexander Pinto 8. Daniel Lisung 9. Marianela Gonzáles 10. Janet Quispe 11. Carlos Oré |
| Anteriores alcaldes/as  |                         | |
| 2019-2022               | Eduardo Mariño          | |
| 2015-2018               | Hung Son Jung           | |
| 2011-2014               | Hung Son Jung           | |

### Policiales
- Comisario: PNP.

### Religiosas
- Vicariato Apostólico de San Ramón[4]
  - Vicario apostólico: Mons. Gerardo Antonio Zendín Bukovec, OFM
- Parroquia de La Merced
  - Párroco: Preb. Jesús Andújar.

## Festividades
- Aniversario
- Inti Raymi.
- Pachamama Raymi.
- Festival del café.
- Festival del masato.
- Festival del folclore.
- Septiembre: Virgen de la Merced.
- Festival de la gastronomía selvática.
- Festival del carnaval de la selva central.